# Cantó de Pont-de-Vaux
El cantó de Pont-de-Vaux era una divisió administrativa francesa del departament de l'Ain. Comptava amb 12 municipis i el cap era Pont-de-Vaux. Va desaparèixer el 2015.

## Municipis
- Arbigny
- Boissey
- Boz
- Chavannes-sur-Reyssouze
- Chevroux
- Gorrevod
- Ozan
- Pont-de-Vaux
- Reyssouze
- Sermoyer
- Saint-Bénigne
- Saint-Étienne-sur-Reyssouze

## Història
| Data d'elecció                           | Identitat        | Partit           | Qualitat |
| ---------------------------------------- | ---------------- | ---------------- | -------- |
| 1945-1972                                | Joseph Brayard   | Radical          |          |
| 1972-1976                                | Michel Fontaine  | MRG              |          |
| 1976-1994                                | Robert Tricaud   | UDF-CDS          |          |
| 1994-2015                                | Henri Guillermin | RPR, després UMP |          |
| les dades anteriors no són pas conegudes |                  |                  |          |
|                                          |                  |                  |          |

## Demografia
| A partir de 1990: Població sense dobles comptes |